# Brăteștii de Jos, Dâmbovița
Brăteștii de Jos este un sat în comuna Văcărești din județul Dâmbovița, Muntenia, România.
 Acest articol despre o localitate din județul Dâmbovița este deocamdată un ciot. Puteți ajuta Wikipedia prin completarea lui.